# تپه تولکو دلیگی
تپه تولکو دلیگی مربوط به دوران‌های تاریخی پس از اسلام است و در شهرستان قزوین، بخش طارم سفلی روستای زرند واقع شده و این اثر در تاریخ ۱۰ مهر ۱۳۸۰ با شمارهٔ ثبت ۳۹۰۱ به‌عنوان یکی از آثار ملی ایران به ثبت رسیده است.